# Antiochos II Theos
Antiochos II Theos (tiếng Hy Lạp: Αντίοχος Β' Θεός, 286 TCN – 246 TCN) là vị vua thứ ba của vương quốc Seleukos thời Hy Lạp hóa, cai trị từ năm 261 đến năm 246 TCN. Ông là con trai của Antiochos và công chúa Stratonike, con gái của Demetrios Poliorketes; và thừa kế ngôi vị từ vua cha Antiochos I Soter vào mùa đông 262-261 TCN.
Di sản mà ông được kế thừa bao gồm cả việc tiếp nối cuộc chiến tranh với Ai Cập, cuộc chiến tranh Syria lần thứ hai đã xảy ra chủ yếu dọc theo bờ Tiểu Á và với sự tham gia của các vị vua chuyên chế và các thị quốc ở Tiểu Á. Antiochos cũng thực hiện một số cố gắng để đặt chân lên Thrace. Trong suốt cuộc chiến, ông đã xưng hiệu là Theos (tiếng Hy Lạp: Θεός, "Chúa") được nhân dân Milesia xưng tụng vì đã giết bạo chúa Timarchus.
Trong suốt thời gian vua Antiochos tiến hành cuộc chiến tranh chống lại Ai Cập, Andragoras, thổng trấn do Seleukos lập lên ở Parthia tuyên bố độc lập. Theo đoạn trích dẫn từ tác phẩm của Justin của Pompeius Trogus, ở Bactria, phó vương của ông, Diodotos, cũng nổi loạn vào năm 255 TCN và thành lập vương quốc Hy Lạp - Bactria, mà xa hơn là xâm lược Ấn Độ vào năm 180 TCN để hình thành một vương quốc Hy Lạp - Ấn Độ (180 TCN - 1 CN). Sau đó khoảng năm 238 TCN, Arsaces đã lãnh đạo một cuộc nổi dậy lật đổ Andragoras để thành lập đế quốc Parthia. Những sự việc trên đã cắt đứt sự quan hệ của Hy Lạp với Ấn Độ.
Cũng vào khoảng thời gian này, Antiochos đã ký kết một hiệp ước hòa bình với Ptolemaios II của Ai Cập, kết thúc cuộc chiến tranh Syria lần thứ hai. Antiochos đã bỏ vợ mình là Laodice, đày bà tới Ephesus. Để duy trì hiệp ước, ông đã kết hôn với con gái của Ptolemaios II, Berenice và nhận được của hồi môn rất lớn.
Trong thời gian ở Ephesus, Laodice đã tiếp tục có những mưu đồ để trở lại làm hoàng hậu. Vào năm 246 TCN, Antiochos đã bỏ lại Berenice và đứa con trai sơ sinh ở lại Antioch để đến sống với Laodice ở Tiểu Á. Nhân dịp đó, Laodice đã đầu độc Antiochos và những kẻ ủng hộ bà thì giết chết Berenice và con trai của cô. Bà ta đã đưa con riêng của mình là Seleukos II Kallinikos lên làm vua. Antiochos sau đó đã được chôn cất tại lăng Belevi
Antiochos II và Laodice còn là cha mẹ của Laodice, vợ của vua Mithridates II

## Mối quan hệ với Ấn Độ
Antiochos  đã được đề cập đến trong Sắc lệnh của vua Asoka, và được quy cho là một trong những chư hầu của đế chế Phật giáo Ấn Độ của Ashoka, mặc dù không có sử gia phương Tây nào đề cập đến chuyện này.